# Q-Starling
Q-Starling — проект британского гибридного самолёта, способного выполнять вертикальный взлёт и посадку.

## Общие сведения
Разработчик — британская компания Samad Aerospace.
Самолёт Q-Starling — среднеплан, имеет Т-образное хвостовое оперение. Q-Starling будет обладать двумя турбореактивными двигателями, необходимыми при полёте.
Взлёт и посадка в вертикальном положении будут производиться при помощи пропеллера, установленного под средней частью фюзеляжа. Для стабилизации взлёта и посадки ещё четыре небольших пропеллера будут установлены на краях крыльев и горизонтальной части хвостового оперения.
При изготовлении самолёта Q-Starling в основном будут использованы композитные материалы. Полностью технические характеристики Q-Starling пока не раскрываются.
Цена за такой самолёт предположительно составит около 2 миллионов долларов.
Основатель и исполнительный директор Samad Aerospace Сейед Мошени заявил, что Q-Starling ориентирован на богатых людей. Компания намерена производить до 500 летательных аппаратов ежегодно.